# Martin Roemer
Martin Roemer (* 16. März 1958 in Hamburg) ist ein deutscher Schriftsteller. Neben seiner Tätigkeit als Lyriker arbeitet er auch als Musiker und Komponist.

## Leben
Martin Roemer wuchs als einziges Kind des Hamburger Mikrobiologen Gerd Benno Roemer und seiner Ehefrau Birgid in Hamburg auf. Sein Elternhaus erkannte früh und förderte seine musische Begabung.
Nach dem Abitur am traditionsreichen altsprachlichen Johanneum (1976) studierte er Geschichte, Kunstgeschichte und Germanistik zunächst in Hamburg, dann in Tübingen. Am Ende seiner akademischen Ausbildung stand die Befassung mit politischer Gegenwartsdramatik, für die er zahlreiche Autorinnen und Autoren im deutschen Sprachraum interviewte. Schon früh mit der Kultur des Mittelmeerraums vertraut, zog Roemer für mehr als ein Jahrzehnt nach Italien, bevor er nach 2000 mit der Publikation seiner Lyrikbände begann.

## Literarisches Werk
Nach dem inzwischen vergriffenen Erstlingsband Die Heimat des Traums (2003) erschien zunächst 2007 Sternenfinsternis. Das Buch beinhaltet siebzig Gedichte zur Schoáh. Diese Gedichtsammlung wurde als Beitrag von deutscher Seite zur Thematik in eine Reihe Judaica aufgenommen, in der sonst vornehmlich Zeugnisse und Berichte von Überlebenden des Holocaust veröffentlicht werden. Anders als etwa die bekannten Texte von jüdischer Seite konfrontieren Roemers Gedichte aus der Position des Nachgeborenen den Leser mit der moralischen Fragilität und Zweideutigkeit der immer nur ‚oberflächlich zivilisierten‘ Gattung Mensch. Roemer schreibt dazu: „Nur wer das Geschehen der Schoáh ganz in sich hineinnimmt, kann ihm vielleicht eines Tages entkommen. Wer sich selbst dazu beschweigt, wird der Schoáh niemals entgehen, denn er bleibt nur ewig verfolgt von sich selbst.“
Seit 2009 hat Roemer im Jahresrhythmus Gedichtbände im Lit Verlag in der ATE Edition veröffentlicht. Auch in diesen Bänden greift er mit einzelnen Gedichten die Thematik des Holocaust immer wieder auf. Arena folgt dem biblischen Bild der vierzig Tage in der Wüste, wobei zu jedem Tag jeweils ein helles und ein dunkles Gedicht in einem ‚Selbstgespräch mit Gott‘ über eine Grundfrage menschlicher Existenz wie beispielsweise Krieg, Tod, Liebe, Sexualität, Angst meditiert. Die Gedichte in Mensch Ärgernis (2010), gruppiert in Kapiteln, deren Namensgebung barocken Kompositionstechniken entlehnt ist wie etwa Toccaten, Fugen oder Passacaglien, durchlaufen wieder alle menschlichen Lebensstadien. Bevor der Gedichtzyklus in ‚Chorälen‘ ausklingt, werden die Gedichte im Mittelteil bei einer Art Reise um den Globus dezidiert politisch; der Gedichttitel „Die Gärten der Folter“ steht hier für ein Programm. In Das Göttliche Spiel (2011), einem Zyklus von 100 Liebesgedichten, folgt die dreiteilige Struktur des Bandes dem Vorbild von Dantes ‚Divina Commedia‘, bis die Liebe, der Hölle entkommen und gereinigt im Fegefeuer, in jenen Paradiesgarten eintritt, zu dem das Titelbild (aufgesprungener Granatapfel in einer Gebetsnische) einlädt. Sein Gedichtband Vanitas (2012) ist der Vergänglichkeit alles Irdischen auf der Spur. So sehr sich die 144 Gedichte – eine symbolische Zahl aus der Apokalypse – dem Zerfall ausliefern, imaginieren sie dennoch eine ‚Stadt überm Wind‘. Daher schließt das Schlussgedicht ‚Vanitas‘ mit den Worten: „Als ob leer keine Zeile“.
Roemers Lyrik wurzelt zutiefst in der abendländischen Tradition und fordert zu ihrer kritischen Fortschreibung auch in Auseinandersetzung mit anderen Kulturen auf. Seine Gedichte verraten die Nähe ihres Autors zur klassischen Musik, so dass sie sich, auch wenn sie komplex sind, durch ihre meist streng durchgehaltene Metrik und Rhythmik erschließen; mehr als der nur gelegentlich verwendete Endreim dominiert der Binnenreim oder ein Netz aus Klangstrukturen, so dass der Thematik jeweils eine bestimmte Klangfarbe entspricht. Auch seine Bände selbst sind durchkomponiert. Sogar Texte, die in ihrer Härte manchmal an die äußerste Grenze gehen, vertrauen aber darauf, dass die kontrastierende Einbettung in klangliche Schönheit noch aus Verlust und Verderbnis Hoffnung erwachsen lässt.
Daneben betätigt sich Roemer als Komponist vornehmlich für Klavier und Orgel und tritt auch mit Improvisationen auf; seine Musik, die gerne auf tradierte Kompositionstechniken zurückgreift, bleibt dabei stets tonal gebunden.
Neuerdings legt Martin Roemer eine ganz eigene Form des Reiseführers vor, in einer eleganten Kombination von beschreibenden und reflektierenden Essays einerseits und innere Erfahrungen darstellenden lyrischen Texten andererseits. Darin geht es nicht um touristische Tipps, sondern um das Herz europäischer Kulturlandschaften, um den jeweiligen Zusammenklang von Mythos und Religion, Natur- und Kunstschönheit, Geschichte und Gegenwart (z. B. Apoll an der Hand. Streifzüge durch Griechenland (2017); Baltische Rhapsodie. Eine Reise in Gedichten und Essays (2020)). Als ein Reiseführer besonderer Art lassen sich auch seine Kommentare zu den Hauptwerken von Caspar David Friedrich betrachten (Mit der Seele geschaut. Eine lyrische Reise zu den Werken Caspar David Friedrichs (2024)).
Als eine Art Summe kann das bisherige Hauptwerk Roemers gelten, der Band Auf Sternengang (2022). Durch den ausbalancierten Wechsel von aufeinander bezogenen Gedichten und Essays (etwa zur Pandemie, zur Kunst der Lebensführung, zu aktuellen politischen Themen wie Terror, Krieg und Frieden, zu klassischer Musik, zu Sakralräumen, zu Fragen der Spiritualität) erhält das Buch seine ganz eigene Prägung. Der Autor sagt darin von sich, er werfe „mit Worten kleine Anker aus.“ (S. 135) Manche bleiben haften.
Als "engagierter Zeitgenosse, den der Krieg entsetzt", zeigt sich Roemer in dem Buch "Und wenn die Welt voll Teufel wär". Putins Terror - Kiews Recht. Essays und Gedichte (2023, S. 263). Hier werden aktuelle politische Einschätzungen und Urteile deutlicher ausgesprochen als in seinen anderen – oft auch durchaus nicht unpolitischen – Büchern.

## Werke
- Die Heimat des Traums. Hamburg 2003.
- Sternenfinsternis. Siebzig Gedichte zur Schoáh. Hartung-Görre, Konstanz 2007, ISBN 3-86628-166-8.
- Arena. Vierzig Tage und Nächte – 80 Selbstgespräche mit Gott. LIT, Münster 2009, ISBN 978-3-89781-159-1.
- Mensch Ärgernis. 120 Tage in Sodom. LIT, Münster 2010, ISBN 978-3-89781-168-3.
- Das Göttliche Spiel. 100 Liebesgedichte. LIT, Münster 2011, ISBN 978-3-89781-187-4.
- Vanitas. Lyrik der Endzeit. LIT, Münster 2012, ISBN 978-3-89781-201-7.
- Ariadnes Spiel. Lyrischer Wegweiser durchs Labyrinth. LIT, Münster 2014, ISBN 978-3-89781-228-4.
- Apoll an der Hand. Streifzüge durch Griechenland. Mit 21 Federzeichnungen von Hubertus Lilienthal. Vorwort von Andreas Arnakis. Verlag der Griechenland Zeitung (GZ), Athen 2017, ISBN 978-3-99021-024-6.
- Baltische Rhapsodie. Eine Reise in Gedichten und Essays. ATHENA-Verlag, edition exemplum, Oberhausen 2020, ISBN 978-3-7455-1092-8.
- Zauberwelt. Eine lyrische Begegnung mit Beethovens Klaviersonaten. Gedichte. ATHENA-Verlag, edition exemplum, Oberhausen 2020, ISBN 978-3-7455-1095-9.
- Auf Sternengang. Reisen nach Innen. Essays und Gedichte. ATHENA-Verlag, Oberhausen 2022, ISBN 978-3-7455-1120-8.
- "Und wenn die Welt voll Teufel wär". Putins Terror - Kiews Recht. Essays und Gedichte. ATHENA-Verlag, Oberhausen 2023, ISBN 978-3-7455-1156-7.
- Mit der Seele geschaut. Eine lyrische Reise zu den Werken Caspar David Friedrichs. ATHENA-Verlag, edition exemplum, Oberhausen 2024. ISBN 978-3-7455-1178-9.

## Mitgliedschaften
- Literaturhaus Schleswig-Holstein
- Verein Schriftsteller in Schleswig-Holstein